# Mesacanthion monhystera
Mesacanthion monhystera är en rundmaskart som beskrevs av Gerlach 1967. Mesacanthion monhystera ingår i släktet Mesacanthion och familjen Enoplidae. Inga underarter finns listade i Catalogue of Life.